# Крупецкайте, Симона
Симона Крупецкайте (лит. Simona Krupeckaitė; род. 13 декабря 1982, Утена) — литовская трековая велогонщица, чемпионка мира. Чемпионка Европейских игр 2019 года. Участница пяти подряд Олимпийских игр (2004, 2008, 2012, 2016, 2020).

## Биография
Крупецкайте родилась 13 декабря 1982 года. Её рост составляет 170 см.

## Карьера
Крупецкайте выиграла чемпионат мира 2009 года в Прушкове в гите на дистанции 500 метров с мировым рекордом 33,296. Затем она выиграла чемпионат мира в Баллерупе (2010) в дисциплине кейрин. Помимо этого, она многократно выигрывала награды ЧМ: становилась второй на 500-метровой гонке на время в 2008, 2010, 2011 и 2012 годах и третьей в 2004, 2019 и 2010 годах.
Крупецкайте выиграла два золота на чемпионате Европы 2012 года (в дисциплине кейрин и в командной гонке с Гинтаре Гайвенте). Также Симона становилась второй в 2010 и 2017 годах (кейрин) и несколько раз завоёвывала бронзовые медали (2010, 2012, 2016).
Крупецкаите участвовала на Олимпийских играх в Афинах, где заняла четвёртое место на 500-метровой гонке на время. Она уступила менее 0,2 секунды Наталье Цилинской. Спустя четыре года в Пекине Симона заняла восьмое место, попав в четвертьфинал в пару с британкой Викторией Пендлтон, ставшей олимпийской чемпионкой. На Олимпийских играх 2012 года в Лондоне Крупецкайте заняла пятое место, вновь уступив в четвертьфинале, на этот раз немке Кристине Фогель. Она также участвовала в кейрине, выбыв на стадии полуфиналов.
Крупецкайте установила мировой рекорд на 200-метровой дистанции (10,793) в Москве 29 мая 2010 года на олимпийском велотреке в Крылатском. Этот рекорд был побит Анной Мирс в 2012 года.
Крупецкайте выигрывала Кубок мира в гонке на время, спринте и кейрине в Кали (2008) и Пекине (2009). Она также выиграла кейрин в Кали (2011), Лондоне (2012) и Гонконге (2016).
В 2019 году вместе с Мигле Марозайте завоевала серебряную медаль в командном спринте на Европейских играх.
Крупецкайте была выбрана спортсменом года Литвы в 2009, 2010 и 2016 годах.